# Yokosuka B4Y
Chiếc Yokosuka B4Y1 là một kiểu máy bay cường kích cánh kép, một động cơ, ba chỗ ngồi, hoạt động trên tàu sân bay, được Hải quân Đế quốc Nhật Bản sử dụng từ năm 1936 đến năm 1943. Kiểu B4Y1 là máy bay cánh kép cuối cùng được sử dụng, thay thế cho chiếc Mitsubishi B2M2. Phe Đồng Minh đặt tên mã cho chiếc máy bay này là Jean; trong khi tên gọi chính thức của Hải quân Nhật là Máy bay Cường kích Hải quân trên tàu sân bay Kiểu 96.

## Thiết kế và phát triển
Vào năm 1932, Hải quân Đế quốc Nhật Bản công bố một yêu cầu về một kiểu máy bay cường kích hoạt động trên tàu sân bay. Các hãng Aichi, Mitsubishi và Nakajima đã đáp ứng yêu cầu này và mỗi hãng đã chế tạo một kiểu nguyên mẫu. Tuy nhiên, không có chiếc nào xem ra thỏa mãn, nên đến năm 1934 lại có yêu cầu về một kiểu máy bay có khả năng hơn nhằm thay thế cho chiếc Yokosuka B3Y1 đã lạc hậu. Chiếc B4Y1 được thiết kế bởi Sanae Kawasaki thuộc Xưởng kỹ thuật Không lực Hải quân Số 1 tại Yokosuka nhằm đáp ứng những nhu cầu mới này. Chiếc B4Y1 được xem chỉ là một kiểu trung gian tạm thời bởi Hải quân Đế quốc Nhật Bản muốn có một chiếc máy bay ném bom-ngư lôi có tính năng bay tốt hơn so sánh được với kiểu máy bay tiêm kích cánh đơn Mitsubishi A5M. Kiểu thiết kế được sản xuất là một máy bay cánh kép với bộ càng đáp cố định và một cấu trúc toàn kim loại được bao phủ bởi kim loại hay vải. Kiểu cánh từ chiếc Kawanishi E7K cũng được sử dụng trên chiếc B4Y1. Chiếc B4Y1 là máy bay cường kích hoạt động trên tàu sân bay đầu tiên của Hải quân Đế quốc Nhật Bản sử dụng một động cơ làm mát bằng không khí. Chiếc B4Y1 có đội bay gồm ba người, phi công ngồi trong buồng lái mở trong khi hoa tiêu và điện báo viên/xạ thủ ngồi trong buồng lái kín. Chiếc nguyên mẫu B4Y1 được sản xuất tại Xưởng kỹ thuật Không lực Hải quân Số 1.

## Lịch sử hoạt động
Mặc dù được sử dụng chủ yếu như là máy bay hoạt động trên tàu sân bay, chiếc B4Y1 cũng thỉnh thoảng được sử dụng như máy bay ném bom đặt căn cứ trên đất liền. Chiếc B4Y1 được sử dụng trên các tàu sân bay Akagi, Hōshō, Kaga, Ryūjō, Sōryū, và Unyo; cũng như nhiều phi đoàn đặt căn cứ trên đất liền. Đến năm 1940, chiếc Nakajima B5N bắt đầu thay thế chiếc B4Y1 trong vai trò máy bay cường kích chủ yếu trên tàu sân bay, nhưng chiếc B4Y1 vẫn tiếp tục phục vụ như máy bay huấn luyện nâng cao, và hoạt động trên các tàu sân bay Hōshō và Unyo cho đến năm 1943. Trước khi được thay thế, những chiếc B4Y1 đã tham gia Chiến tranh Trung-Nhật và từng tham dự Trận chiến Midway vào tháng 6 năm 1942, khi có tám chiếc hoạt động từ tàu sân bay Hōshō. Chính một trong những chiếc máy bay từ tàu sân bay Hōshō này đã chụp ảnh chiếc tàu sân bay Hiryū bị bốc cháy vào ngày 5 tháng 6 năm 1942.

## Các phiên bản
Nguyên mẫu thứ nhấtTrang bị động cơ Hiro Kiểu 91 12 xy lanh 750 mã lực làm mát bằng nước, bộ cánh quạt hai cánh.
Nguyên mẫu thứ hai và baTrang bị động cơ Nakajima Kotobuki-3 9 xy lanh 640 mã lực làm mát bằng không khí, bộ cánh quạt hai cánh.
Nguyên mẫu thứ bốn, năm và kiểu sản xuấtTrang bị động cơ Nakajima Hikari-2 9 xy lanh 840 mã lực làm mát bằng không khí, bộ cánh quạt hai cánh.
Có tổng cộng 205 máy bay được sản xuất bởi các hãng:
- Dai-Ichi Kaigun Koku Gijitsusho, Yokosuka: 5 chiếc nguyên mẫu (1935-36).
- Nakajima Hikoki K. K.: 37 máy bay (1937-38).
- Mitsubishi Jukogyo K. K., Nagoya: 135 máy bay (1937-38).
- Dai-Juichi Kaigun Kokusho, Hiro: 28 máy bay (1938).

## Các nước sử dụng
Nhật Bản
- Hải quân Đế quốc Nhật Bản

## Đặc điểm kỹ thuật (B4Y)

### Đặc tính chung
- Đội bay: 3 người (phi công, hoa tiêu, điện báo viên/xạ thủ súng máy)
- Chiều dài: 10,15 m (33 ft 3 in)
- Sải cánh: 15,0 m (49 ft 3 in)
- Chiều cao: 4,36 m (14 ft 4 in)
- Diện tích bề mặt cánh: 50 m² (548 ft²)
- Lực nâng của cánh: 72 kg/m² (14,8 lb/ft²)
- Trọng lượng không tải: 2.000 kg (4.400 lb)
- Trọng lượng cất cánh tối đa: 3.600 kg (7.900 lb)
- Động cơ: 1 x động cơ Nakajima Hikari-2 9 xy lanh bố trí hình tròn, công suất 840 mã lực (626 kW) mỗi động cơ

### Đặc tính bay
- Tốc độ lớn nhất: 278 km/h (173 mph)
- Tầm bay tối đa: 1.580 km (980 mi)
- Trần bay: 6.000 m (19.700 ft)
- Tốc độ lên cao: 3,6 m/s (710 ft/min)
- Tỉ lệ công suất/khối lượng: 0,29 kW/kg (0,19 hp/lb)

### Vũ khí
- 1 x súng máy Kiểu 92 7,7 mm (0,303 inch) bắn ra phía sau
- 800 kg ngư lôi, hoặc
- 500 kg bom

## Nội dung liên quan

### Danh sách liên quan
- Danh sách máy bay chiến đấu
- Danh sách máy bay quân sự Nhật Bản
- Danh sách máy bay quân sự giữa hai cuộc chiến tranh thế giới
- Danh sách máy bay trong Chiến tranh Thế giới II